# Équipe de Croatie espoirs de football
Maillots
L'équipe de Croatie espoirs de football est une sélection de joueurs de moins de 21 ans croates placée sous l'égide de la Fédération de Croatie de football.

## Parcours au Championnat d'Europe de football espoirs
- 1996 : Non qualifié
- 1998 : Non qualifié
- 2000 : Phase de groupes
- 2002 : Non qualifié
- 2004 : Phase de groupes
- 2006 : Non qualifié
- 2007 : Non qualifié
- 2009 : Non qualifié
- 2011 : Non qualifié
- 2013 : Non qualifié
- 2015 : Non qualifié
- 2017 : Non qualifié
- 2019 : Phase de groupes
- 2021 : Quart de finale
- 2023 : Phase de groupes
- 2025 : Non qualifié

## Effectif

### Sélection actuelle
Les joueurs suivants ont été appelés pour disputer le barrage pour le Championnat d'europe espoirs 2023 face au Danemark les 23 et 27 septembre 2022.
Gardiens
- Dominik Kotarski
- Ivor Pandur
- Nikola Čavlina

Défenseurs
- David Čolina
- Mario Vušković
- Bartol Franjić
- Krešimir Krizmanić
- Nikola Soldo
- Hrvoje Smolčić
- Mauro Perković

Milieux
- Martin Baturina
- Jurica Pršir
- Luka Sučić
- Toni Fruk
- Veldin Hodža
- Jakov-Anton Vasilj
- Niko Janković

Attaquants
- Roko Šimić
- Stipe Biuk
- Gabriel Vidović
- Dion Drena Beljo
- Igor Matanović
- Silvio Goričan
- Marco Pašalić
- Michele Šego